# شترمرغ شاخدار جنوبی

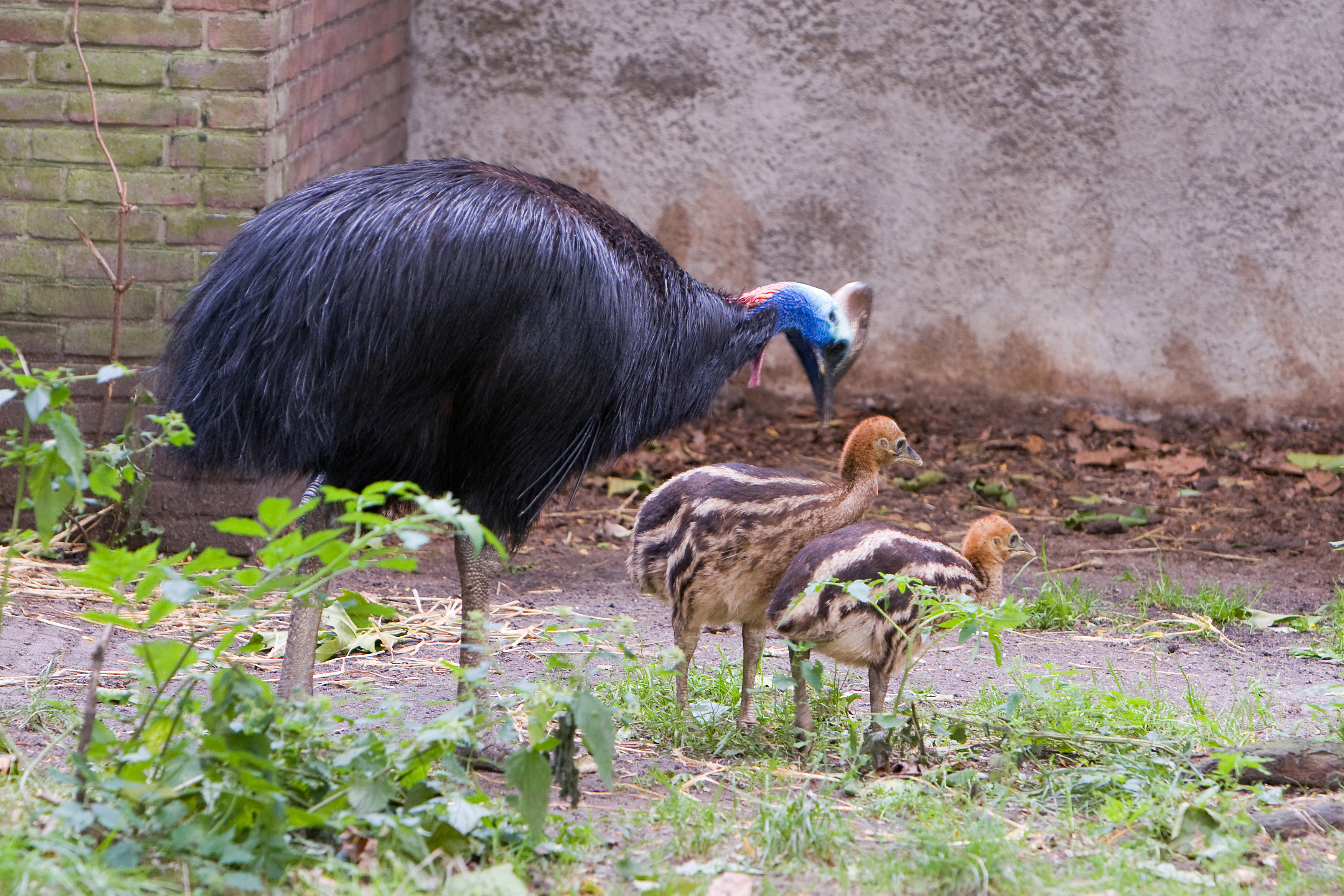
یک نر و دو جوجه در باغ وحش آرتیس هلند

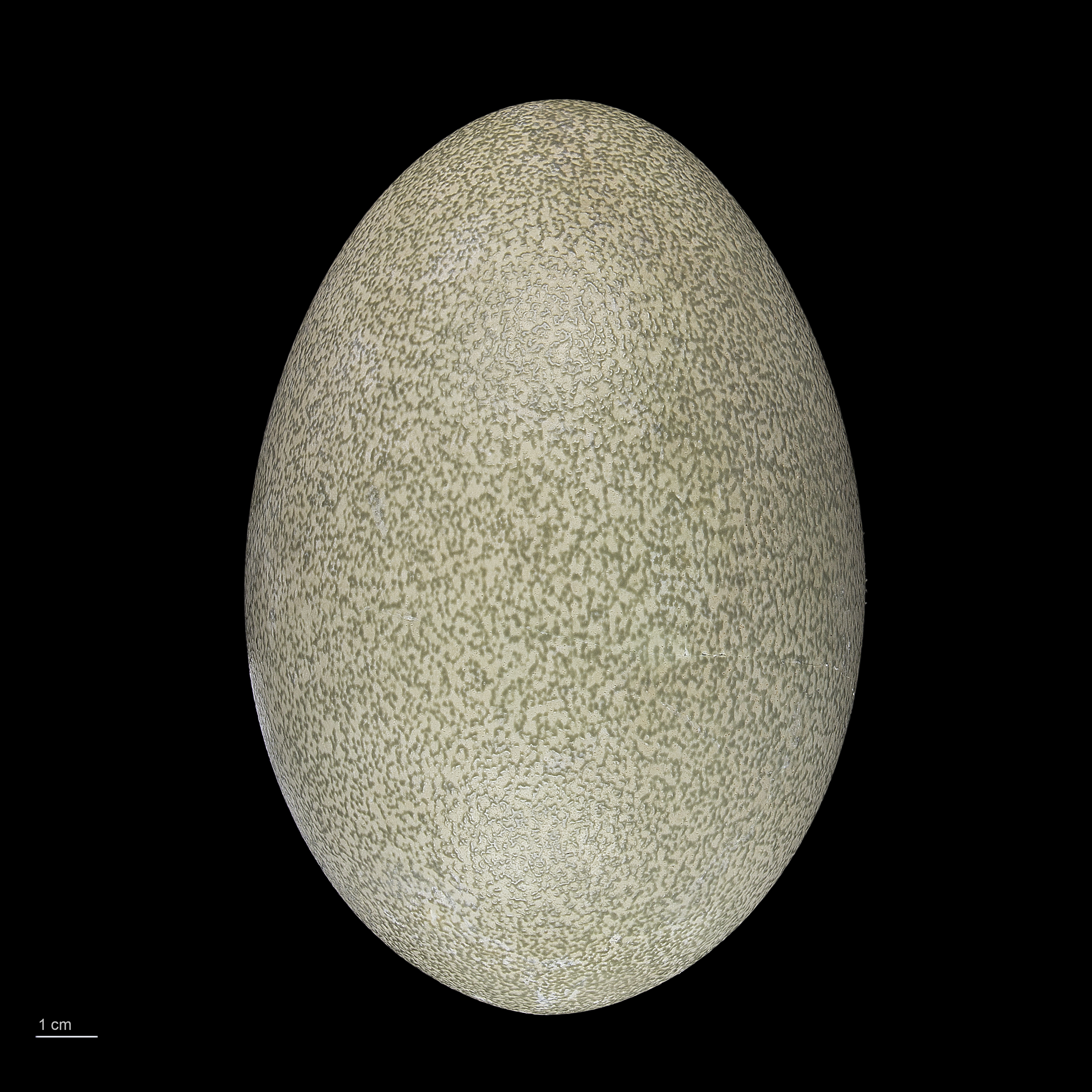
egg of Casuarius casuarius

شترمرغ شاخدار جنوبی (نام علمی: Casuarius casuarius) نوعی پرنده بی‌پرواز سیاه‌رنگ و بزرگِ بومی جنگل‌های بارانی گینه نو، اندونزی و شمال استرالیا است. این پرنده دومین پرنده بزرگ حال حاضر دنیا پس از شترمرغ است.
شترمرغ شاخدار جنوبی پرهای سیاه زبر و خشن، صورت و گردن آبی و سس سر سرخ‌رنگ دارد. یک تاج مثلثی استخوانی بزرگ و شاخ‌مانند بر سرش روییده که ۱۳ تا ۱۷ سانتیمتر ارتفاع دارد. منقار آن بین ۱۰ تا ۱۹ سانتیمتر طول دارد. پاهای سه‌انگشتی نیرومند آن‌ها به پنجه‌هایی خنجرمانند مسلح شده‌اند. نر و ماده شبیه هم هستند. ماده‌ها کمی بزرگ‌ترند و تاج و منقارشان هم بزرگ‌تر و پوست زیر پر آنها روشن‌تر است.
طول این پرنده ۱۲۷ تا ۱۷۰ سانتیمتر، قد آن ۱/۵ تا ۱/۸ متر است. ماده‌ها میانگین وزن ۵۸/۵ و نرها ۲۹ تا ۳۴ کیلوگرم دارند. حداکثر وزن ۸۵ کیلوگرم و بلندترین قد ۱۹۰ سانتیمتر است. این پرنده اکنون (با انقراض شترمرغ عربی و موای نیوزیلندی) بزرگ‌ترین پرنده آسیا و بزرگ‌ترین پرنده استرالیا است (موا کمی بلندتر است اما وزن و طول کمتری دارد).